# التقسيم الثالث لبولندا
التقسيم الثالث لبولندا كان التقسيم الاخير لبولندا في سلسلة تقسيم بولندا وأرضي الكومنولث البولندي الليتواني بين بروسيا والإمبراطورية النمساوية والإمبراطورية الروسية التي أنهت فعليًا السيادة الوطنية البولندية الليتوانية حتى عام 1918. وبناءً عليه، وافقت سلطات التقسيم على البقاء بشكل دائم ومحو اسم بولندا من الوجود في أي سياق تاريخي، بما في ذلك من الموسوعات الخاصة بها، في محاولة للحد من الانشقاق البولندي والحماسة القومية البولندية. عند الحاجة إلى مثل هذه المصادر أو النصوص القانونية للإشارة إلى بولندا أو الشعب البولندي، تم استخدام أسماء المناطق التاريخية البولندية المختلفة ، مثل مازوفي. أدى هذا المراوغة في النهاية إلى العديد من الانتفاضات البولندية خلال هذه الفترة.  يبقى التقسيم الثالث والتقسيمات أو عمليات تقسيم بولندا بشكل عام موضوعًا مثيرًا للجدل في بولندا الحديثة، في كلا من الدوائر الأكاديمية والشارع العام على حد سواء. لا سيما في سياق العلاقات البولندية مع روسيا، التي استفادت أكثر من الأقسام، من خلال الحصول على معظم الأراضي والثروة، وبذلك أصبحت واحدة من القوى الأبرز في أوروبا في ذلك الوقت.